# Rémy Benjamin
Pour les articles homonymes, voir Benjamin.
Rémy Benjamin, né le 12 mai 1984, est un auteur de bande dessinée jeunesse belge francophone.

## Biographie
Rémy Benjamin naît le 12 mai 1984,. Il se forme artistiquement à l'académie des beaux-arts de Tournai dans la section bande dessinée d'où il sort diplômé. Au début des années 2000, il fonde le collectif Cheval de Quatre avec d'autres amis dessinateurs. Il y publie diverses histoires courtes et sa série de strips Ralf et Ronron. Il participe également à divers collectifs : Lazer Artzine, Tétaris... En 2010, avec Olivier Perret (aka Pero) au dessin, il écrit le scénario et réalise la mise en couleur de Un Jour Sans, aux éditions Ankama,.
Il poste des récits sur le site Grandpapier.org dès 2009, un organe des éditions L'Employé du Moi. À l'occasion du 15e anniversaire de la maison d'édition, il participe au collectif Sweet 15 (2015). Il contribue à divers fanzines de bande dessinée,. En 2016, il s'associe à Cyprien Mathieu pour écrire son second one shot Journées rouges et boulettes bleues, avec Olivier Perret qu'il retrouve au dessin et publié dans la collection « Hors Champ » aux éditions La Boîte à bulles. L'album est traduit en anglais sous le titre Dog Days et publié aux Humanoids aux États-Unis en 2020.
Il fonde encore en 2016, avec son compagnon d'atelier Geoffrey Delinte puis avec Valfret, la structure de micro-édition Kaput, pour laquelle il crée la série Albert et Professeur (3 volumes parus) et Chaos,.
En 2019, il colorise Dominos, avec Abdel de Bruxelles et Théa Rojzman aux éditions Fluide glacial. Trois ans plus tard, il écrit Prise de bec, dessiné par Geoffrey Delinte dans la collection « Bulles Bottes Boutons » aux Éditions Motus.
Puis, il lance la série jeunesse Sven et Tanka avec le dessinateur français Brice Follet. Le premier volume intitulé Une rencontre inattendue est publié aux éditions Dupuis en 2024 conte une histoire d'amitié entre deux jeunes l'un étant un Viking et l'autre un Amérindien,,. La même année, il entre au journal Spirou dans lequel il écrit pour le même dessinateur le scénario d'un court récit humoristique en 2 planches : Pépé olympique ainsi qu'un gag : Le Tournoi galactique. Il réalise seul l'adaptation en bande dessinée de la pièce de théâtre Oncle Vania d' Anton Tchekhov, publié aux éditions La Boîte à Bulles en 2025.
Parallèlement, il réalise affiches en sérigraphie, illustrations notamment pour la SCAM, logos et mises en page pour divers projets.

### Vie privée
Il demeure et travaille en Belgique.

## Œuvres

### Albums de bande dessinée

#### One shots
- Un jour sans[16],[17], Ankama, Roubaix, avril 2010
Scénario et couleurs : Rémy Benjamin - Dessin : Pero -  (ISBN 978-2-359-10037-2)
- Journées rouges et boulettes bleues[6], La Boîte à bulles, coll. « Hors Champ », Saint-Avertin, 6 avril 2016
Scénario : Rémy Benjamin, Cyprien Mathieu - Dessin : Olivier Perret - Couleurs : Rémy Benjamin -  (ISBN 978-2-84953-259-1)
- Oncle Vania[18],[14],[19],[20],[21], La Boîte à bulles, Saint-Avertin, 5 mars 2025
Scénario, dessin et couleurs : Rémy Benjamin -  (ISBN 978-2-84953-526-4),adapté de la pièce éponyme d'Anton Tchekhov. Format comics.

#### Bande dessinée jeunesse
- Prise de bec[8],[9], Éditions Motus, coll. « Bulles Bottes Boutons », 22 avril 2022
Scénario : Rémy Benjamin - Dessin et couleurs : Geoffrey Delinte -  (ISBN 9782360111145),Format comics.

##### Sven et Tanka
- 1. Une rencontre inattendue[10],[12],[22],[23],[24], Dupuis, Marcinelle, 29 mars 2024
Scénario : Rémy Benjamin - Dessin et couleurs : Brice Follet -  (ISBN 979-10-34769-85-8)
- 2. Le Totem de la discorde, Dupuis, Marcinelle, 22 août 2025
Scénario : Rémy Benjamin - Dessin et couleurs : Brice Follet -  (ISBN 978-2-8085-0998-5)

#### Collectifs
- Sweet 15[25],[4], L'Employé du Moi, Bruxelles, janvier 2015
Scénario : collectif - Dessin : collectif dont Rémy Benjamin - Couleurs : quadrichromie -  (ISBN 978-2-390040-06-4)Noté première édition, broché en 13,5 × 14 cm. Distribué au festival d'Angoulême 2015 puis en librairie à l'occasion du 15e anniversaire de la maison d'édition.

#### Comme coloriste
- Dominos, Fluide glacial, Paris, 5 juin 2019
Scénario : Théa Rojzman - Dessin : Abdel de Bruxelles - Couleurs : Rémy Benjamin, Abdel de Bruxelles -  (ISBN 978-2-378-78216-0)

### Fanzines

#### DansCheval de quatre
1. participation en janvier 2015[26]
2. participation en février 2015[5].

#### Livres
: document utilisé comme source pour la rédaction de cet article.
- Thierry Bellefroid et Jean-Marie Derscheid, « Benjamin Rémy Scénariste », dans 77 auteurs de bande dessinée en Wallonie et à Bruxelles, Bruxelles, Wallonie-Bruxelles International, 2017, 128 p., ill. ; 26 cm (ISBN 2-930071-83-4, lire en ligne), p. 29.
- Philippe Mellot, Michel Denni, Laurent Turpin et Isabelle Morzadec, Trésors de la bande dessinée : BDM 2025-2026 - Catalogue encyclopédique et Argus, Paris, Les Arènes, novembre 2024, 24e éd., 1839 p., ill. ; 23 cm (ISBN 979-10-37512-61-1, OCLC 1478218824, présentation en ligne), p. 771, 1139, 1333, 1354, 1545. .

#### Articles
- Françoise Lison, « "Cheval de Quatre", la BD au galop », L'Avenir,‎ 13 octobre 2014 (lire en ligne, consulté le 9 juillet 2024).
- Rémy Benjamin (interviewé), « Interview de Rémy Benjamin, à propos d' « Oncle Vania » », La Mouette hurlante,‎ 5 avril 2025 (lire en ligne, consulté le 7 mai 2025).

### Émissions de télévision
- Tournai : prise de bec, une BD pleine d'humour pour les enfants mais aussi pour les parents sur Notélé, reportage : Adélie Brand et Jonathan Vandenbosch (2 min 14 s), 17 mai 2022.
- Bandes dessinées : Tournai, un terreau toujours fertile pour les auteurs sur Notélé, reportage : Frédérique Thiebaut et Laurent Dubois (2 min 31 s), 17 avril 2024.